# Lukangasümpfe

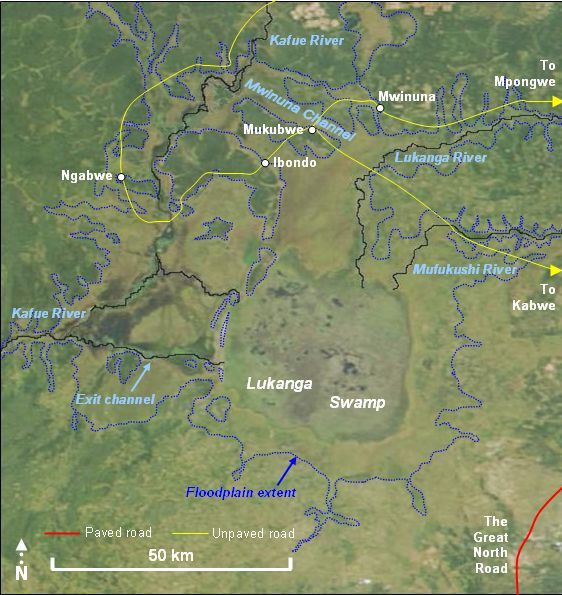
Satellitenaufnahme der Sümpfe

Die Lukangasümpfe des Flusses Kafue sind ein fast kreisrundes Gebiet von 2600 Quadratkilometern in der Zentralprovinz von Sambia. Die Größe entspricht in etwa der der Kafueauen. Im Norden liegt Kapiri Mposhi, im Osten Kabwe, im Süden Chibombo und im Westen Mumbwa. Sie werden neben dem Kafue von dem namensgebenden Fluss Lukanga gespeist.

## Beschreibung
Die Sümpfe sind ein kaum erforschtes Wildgebiet, in dem unter anderem Kraniche, Rote Lechwe, Sitatunga und Pythons zu finden sind. Sie sind sehr schwer zugänglich, was eine vollständige Bestandsaufnahme der Tier- und Pflanzenwelt bisher verhindert hat. Sie haben je nach Jahreszeit eine Wasseroberfläche zwischen 3000 und 8000 km², die maximal 80 Kilometer lang und 65 Kilometer breit ist. 

## Wirtschaft
Wirtschaftlich ist es ein Fischbrut- und -fanggebiet in der Nähe von Lusaka und des Copperbelt, den wichtigsten Absatzmärkten. Angeblich knapp 1000 Tonnen Fisch werden von etwa 700 Fischern mit etwa 500 Booten alljährlich gefangen. Darüber hinaus sind diese Sümpfe ein Ablagerungsgebiet von Sedimenten und Metallrückständen aus dem Copperbelt, was den Fischfang in ihnen problematisch macht. Wie viele Menschen in diesen Sümpfen leben, ist bis heute unbekannt. Wie die Bangweulusümpfe sind sie politisch, wirtschaftlich und sozial eine eigene Welt, in der der Staat fast keine Rolle spielt. Es gibt keinerlei Wirtschaftsdaten, obwohl die gefangene Fischmenge beträchtlich sein und es noch weitere Produkte geben muss wie Wildfleisch, Rinder, Holz, Holzkohle, Reis, Maniok und Mais.

## Wasserwirtschaft
Wasserwirtschaftlich betrachtet haben die Lukangasümpfe trotz der hohen Verdunstung eine wasserspiegelregulierende Funktion für den Fluss Kafue. Der nachgelagerte Itezhitezhi-Damm übt diese allerdings berechenbarer aus, doch ohne die Sümpfe hätte er größer konzipiert werden müssen.